# Fuimus Troes, fuit Ilium
Fuimus Troes, fuit Ilium — Были мы троянцами, был Илион. Латинская крылатая фраза, впервые встречающаяся в поэме Вергилия «Энеида». Употребляется при упоминании о чём-то безвозвратно ушедшем.

## Источник
«Энеида», II, 325. Троянский жрец Панфий вспоминает о разрушенном городе, который уже никогда не будет восстановлен:
Venit summa dies et ineluctabile tempus 

Dardaniae. fuimus Troes, fuit Ilium et ingens 

gloria Teucrorum…
День последний пришел и Дардании неизбежимый 

Гибельный срок. Мы Троями были, был Илий и слава 

Тевкров безмерная…
(перевод Валерия Брюсова и Сергея Соловьёва)

## Варианты

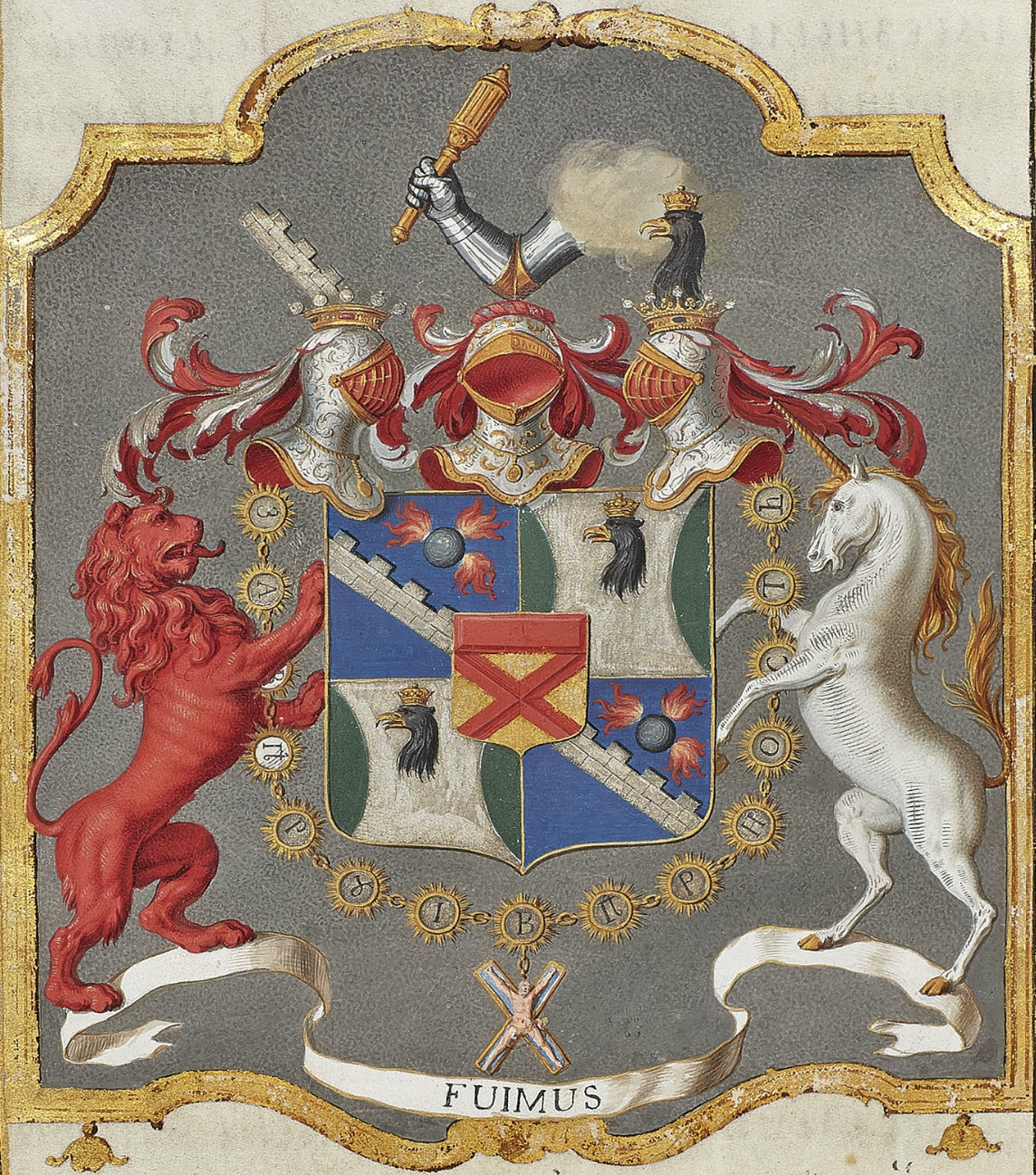
Герб сподвижника Петра I Якова Брюса

Встречаются сокращённые варианты этой же фразы с тем же значением:
- Fuimus — Мы были.
- Fuit — Был.
- Fuit Ilium — Был Илион.

## Примеры употребления
- Fuimus — девиз родового герба семьи Брюсов.

- Многое переменилось со времен Радищева: ныне, покидая смиренную Москву и готовясь увидеть блестящий Петербург, я заранее встревожен при мысли переменить мой тихий образ жизни на вихрь и шум, ожидающий меня; голова моя заранее кружится… Fuit Troja, fuimus Trojani. Некогда соперничество между Москвой и Петербургом действительно существовало. Некогда в Москве пребывало богатое неслужащее боярство, вельможи, оставившие двор, люди независимые, беспечные, страстные к безвредному злоречию и к дешевому хлебосольству; некогда Москва была сборным местом для всего русского дворянства, которое изо всех провинций съезжалось в неё на зиму. А. С. Пушкин, Путешествие из Москвы в Петербург (ПСС, т. 7, с. 272).

- В Тригорском осмотрю древности и развалины, кои, как весьма немногие в России, могут сказать о себе, благодаря псковской осаде: «Fuimus». А. И. Тургенев — П. А. Вяземскому, 7. II 1837 (ОАВ, т. 4, с. 1).

- В новом году лучшего ничего не будет, и я, чтоб улыбнуться, смотрю назад в анфиладу 59…49…39 ч до 1829 (год вступления в Университет). Я вчера Лизе читал а «Былом и думах» мою встречу Нового года 1838 с Матвеем на станции между Казанью и Нижним — fuimus! А. И. Герцен — Н. П. Огареву, 1.1 1869 (СС, т. 30, кн. 1, с. 7).

- Да: бедный А. К. Толстой — fuit! Я написал о нём крошечную статейку в «Вестнике Европы» — думаю, что сказал правду. И. С. Тургенев — П. В. Анненкову, 25.Х (6.XI) 1875 (ПСС и писем. Письма, т. 11, с. 145).

- Когда неизбежное fuit Ilium погребально зазвучит над Лондоном среди убийственного грохота огромных бомб, в зловонии смертоносных газов, под рев аэропланов над головой, вспомнит ли завоеватель с сожалением и нежностью о цветах и поэтах?.. Ричард Олдингтон, Смерть героя (М., 1961, с. 191).